# Wet van Pouillet
In de natuurkunde zijn twee door de Franse natuurkundige Claude Pouillet opgestelde wetten ook naar hem vernoemd. De beide wetten van Pouillet hebben betrekking op de elektriciteitsleer.

## Stroomkring
De wet van Pouillet voor elektrische netwerken is de voorloper van de wetten van Kirchhof en stelt dat in een stroomkring, de serieschakeling van spanningsbronnen en ohmse weerstanden, de stroom {\displaystyle I} gelijk is aan het quotiënt van de som van de door de bronnen opgewekte spanningen {\displaystyle V_{k}} en de som van de in de kring aanwezige weerstanden {\displaystyle R_{m}}.
{\displaystyle I={\frac {\sum V_{k}}{\sum R_{m}}}}
De wet, die experimenteel ontdekt is door Pouillet, is een direct gevolg van de wet van Ohm en is in overeenstemming met de stelling van Thévenin.

## Weerstand van een draad
De wet van Pouillet voor elektrische weerstand van een geleider stelt dat de weerstand van een installatie- of stroomdraad met constante doorsnede recht evenredig is met de lengte en omgekeerd evenredig met de doorsnede. De evenredigheidsconstante is de soortelijke weerstand:
{\displaystyle R=\rho {\frac {l}{A}}}
Daarin is:
- {\displaystyle R} = de weerstand van de draad in ohm
- {\displaystyle \rho } = de soortelijke weerstand van het materiaal in ohm·meter
- {\displaystyle l} = de lengte van de geleider in meter
- {\displaystyle A} = de dwarsdoorsnede in vierkante meter.

Men kan deze wet ook schrijven als functie van de geleidbaarheid of conductantie van het materiaal. De wet wordt dan:
{\displaystyle G=\sigma {\frac {A}{l}}}
Daarin is:
- {\displaystyle G} de elektrische geleidbaarheid of conductantie van de draad in siemens
- {\displaystyle \sigma } de soortelijke geleidbaarheid of conductiviteit van het materiaal in siemens per meter
- {\displaystyle l} de lengte van de geleider
- {\displaystyle A} de oppervlakte van de doorsnede van de geleider

Elektrische weerstand en geleidbaarheid zijn elkaars omgekeerde.